# Tucker Smith
Tucker Smith, all'anagrafe Thomas William Smith (Filadelfia, 23 aprile 1936 – Los Angeles, 22 dicembre 1988) è stato un attore, cantante e ballerino statunitense.

## Biografia
Tucker Smith nacque a Filadelfia e si trasferì a New York nel 1955 per perseguire la carriera d'attore. Nello stesso anno si unì alla tournée statunitense del musical Damn Yankees, mentre nel 1958 fece il suo debutto a Broadway con West Side Story, in cui interpretò, nel corso dei mesi, i ruoli di big Deal, Diesel, Snowboy e Riff; successivamente si unì alla tournée statunitense del musical, rimanendo nel cast dal giugno 1959 all'aprile 1960.
Smith fu inoltre uno dei pochi membri del cast del musicala a Broadway ad essere scelto anche per l'adattamento cinematografico ad opera di Robert Wise e Jerome Robbins. Dopo il successo del film, Smith tornò a recitare in allestimenti di West Side Story a Los Angeles (1962), Sacramento (1963) e Tokyo (1964). Sempre nel 1964 tornò a Broadway con il musical di Stephen Sondheim Anyone Can Whistle, in cui recitò accanto ad Angela Lansbury. Per il resto degli anni sessanta e settanta recitò saltuariamente a Hollywood, in tour di musical teatrali e nei suoi one man show. Nel 1974 aprì un bar a Los Angeles, chiamato "Tucker's Turf".
Smith era dichiaratamente gay e morì di cancro a Los Angeles nel 1988, all'età di cinquantadue anni.

## Filmografia

### Cinema
- West Side Story, di Jerome Robbins e Robert Wise (1961)
- Come far carriera senza lavorare (How to Succeed in Business Without Really Trying), regia di David Swift (1967)
- Per favore, non toccate le vecchiette (The Producers), regia di Mel Brooks, (1967)
- Hello, Dolly!, regia di Gene Kelly (1969)
- Finalmente arrivò l'amore (in lingua inglese At Long Last Love), regia di Peter Bogdanovich (1975)
- Pazzo pazzo West! (Hearts of the West), regia di Howard Zieff (1975)
- Essere o non essere (To Be or Not to Be), regia di Alan Johnson (1983)

### Televisione
- Surfside 6 – serie TV, episodio 2x16 (1962)

## Doppiatori italiani
- Luciano De Ambrosis in West Side Story